# Holothrix brongniartiana
Holothrix brongniartiana är en orkidéart som beskrevs av Heinrich Gustav Reichenbach. Holothrix brongniartiana ingår i släktet Holothrix och familjen orkidéer. Inga underarter finns listade i Catalogue of Life.